# Ebbe Carlsson-skandalen
Ebbe Carlsson-skandalen (svensk: Ebbe Carlsson-affären) var en politisk skandale i Sverige, der begyndte 1. juni 1988, da tabloidavisen Expressen afslørede, at journalisten Ebbe Carlsson bedrev privat efterforskning af PKKs mulige deltagelse i Palmemordet med hemmelig støtte fra justitsminister Anna-Greta Leijon. Via hende havde han adgang til hemmelige efterretninger og ulovligt aflytningsudstyr.
Skandalen førte blandt andet til at Anna-Greta Leijon blev tvunget til at gå af i begyndelsen af juni 1988 kort før et mistillidsvotum ville blive behandlet i Riksdagen. Også rigspolitichef Nils-Erik Åhmansson og Säpo-chefen Sune Sandström måtte efterfølgende gå af, idet de måtte erkende, at de havde støttet Carlssons efterforskning.
For Ebbe Carlssons vedkommende betød afsløringen, at han blev idømt bødestraf for indsmugling af varer i marts 1992 kort før han døde af AIDS. Et udvalg i Riksdagen granskede skandalen gennem parlamentariske høringer, der blev transmitteret på svensk tv i begyndelsen af august 1988.

## Baggrund
Ebbe Carlsson havde fra et tidligere job i det svenske justitsministerium gode forbindelser til Säkerhetspolisen, og han delte visse politifolks opfattelse af, at PKK stod bag Palme-mordet. Via sin gamle ven Carl Lidbom, Sveriges daværende ambassadør i Frankrig, tillod regeringen, at han forestod sin egen efterforskning af mordet på Palme. Han fik sin egen bodyguard og smuglede via ham aflytningsudstyr fra London til Sverige. Mellemmanden transporterede det ind i Sverige via færgen fra Helsingør og blev opdaget af tolden i Helsingborg. Udstyret brugte Carlsson til at aflytte telefoner tilhørende kuriske flygtninge og migranter.
Daværende statsminister Ingvar Carlsson lagde ikke skjul på sin bitterhed over, at Anna-Greta Leijon måtte trække sig. I forbindelse med hendes afgang sagde han, at hun havde "gjort mere end nogen anden for at bekæmpe terrorisme", men at hun havde lavet "en fejl, som oppsitionen ikke kunne acceptere".
Det er uklart om offentligheden er bekendt med alle detaljer i skandalen. Spørgsmålet om hvem der egentlig vidste hvad er aldrig besvaret.